# TMEM41A
TMEM41A (англ. Transmembrane protein 41A) – білок, який кодується однойменним геном, розташованим у людей на 3-й хромосомі. Довжина поліпептидного ланцюга білка становить 264 амінокислот, а молекулярна маса — 29 665.
| 10         |  | 20         |  | 30         |  | 40         |  | 50         |
| ---------- |  | ---------- |  | ---------- |  | ---------- |  | ---------- |
| MRPLLGLLLV |  | FAGCTFALYL |  | LSTRLPRGRR |  | LGSTEEAGGR |  | SLWFPSDLAE |
| LRELSEVLRE |  | YRKEHQAYVF |  | LLFCGAYLYK |  | QGFAIPGSSF |  | LNVLAGALFG |
| PWLGLLLCCV |  | LTSVGATCCY |  | LLSSIFGKQL |  | VVSYFPDKVA |  | LLQRKVEENR |
| NSLFFFLLFL |  | RLFPMTPNWF |  | LNLSAPILNI |  | PIVQFFFSVL |  | IGLIPYNFIC |
| VQTGSILSTL |  | TSLDALFSWD |  | TVFKLLAIAM |  | VALIPGTLIK |  | KFSQKHLQLN |
| ETSTANHIHS |  | RKDT       |  |            |  |            |  |            |

A: Аланін

C: Цистеїн

D: Аспарагінова кислота

E: Глутамінова кислота

F: Фенілаланін

G: Гліцин

H: Гістидин

I: Ізолейцин

K: Лізин

L: Лейцин

M: Метіонін

N: Аспарагін

P: Пролін

Q: Глутамін

R: Аргінін

S: Серин

T: Треонін

V: Валін

W: Триптофан

Локалізований у мембрані.